# المطاين (حجة)
المطاين هي إحدى قرى الجمهورية اليمنية. تتبع جغرافيا لمحافظة حجة وإداريًا لمديرية عبس. يبلغ تعداد سكانها 1802 نسمة حسب الإحصاء الذي أجري عام 2004.